# Twin Forks (Nuevo México)
Twin Forks es un lugar designado por el censo ubicado en el condado de Otero en el estado estadounidense de Nuevo México. En el Censo de 2010 tenía una población de 196 habitantes y una densidad poblacional de 18,33 personas por km².

## Geografía
Twin Forks se encuentra ubicado en las coordenadas 32°56′19″N 105°38′46″O / 32.93861, -105.64611. Según la Oficina del Censo de los Estados Unidos, Twin Forks tiene una superficie total de 10.69 km², de la cual 10.69 km² corresponden a tierra firme y (0.02%) 0 km² es agua.

## Demografía
Según el censo de 2010, había 196 personas residiendo en Twin Forks. La densidad de población era de 18,33 hab./km². De los 196 habitantes, Twin Forks estaba compuesto por el 96.43% blancos, el 0% eran afroamericanos, el 0.51% eran amerindios, el 0% eran asiáticos, el 0% eran isleños del Pacífico, el 1.02% eran de otras razas y el 2.04% pertenecían a dos o más razas. Del total de la población el 6.63% eran hispanos o latinos de cualquier raza.